# Мочалов, Михаил Ильич
Михаи́л Ильи́ч Мочалов (1921—1972) — гвардии старший лейтенант Советской Армии, участник Великой Отечественной войны, Герой Советского Союза (1944).

## Биография
Михаил Мочалов родился 13 января 1921 года в городе Вязники Владимирской губернии (ныне — Владимирская область).
После окончания десяти классов школы и курсов учителей работал по специальности. В 1940 году призван на службу в Рабоче-крестьянскую Красную Армию. В 1942 году окончил Энгельсскую военную авиационную школу пилотов. С июня 1943 года на фронтах Великой Отечественной войны.
К июлю 1944 года гвардии лейтенант Михаил Мочалов был заместителем командира эскадрильи 144-го гвардейского штурмового авиаполка (9-й гвардейской штурмовой авиадивизии, 1-го гвардейского штурмового авиакорпуса, 5-й воздушной армии, 2-го Украинского фронта). К тому времени он совершил 150 боевых вылетов на воздушную разведку и штурмовку скоплений боевой техники и живой силы противника, его важных объектов, нанеся ему большие потери, лично сбил 2 вражеских самолёта.
Указом Президиума Верховного Совета СССР от 26 октября 1944 года за «образцовое выполнение боевых заданий командования на фронте борьбы с немецкими захватчиками и проявленные при этом мужество и героизм» гвардии лейтенант Михаил Мочалов был удостоен высокого звания Героя Советского Союза с вручением ордена Ленина и медали «Золотая Звезда» за номером 4620.
В 1945 году Мочалов окончил Высшую офицерскую школу штурманов. В 1946 году в звании гвардии старшего лейтенанта уволен в запас. Проживал и работал в Калининграде (ныне — Королёв Московской области). Умер 11 марта 1972 года, похоронен на Болшевском кладбище Королёва.
Михаил Ильич Мочалов был женат на Софье Алексеевне Тарасовой (1922—2015) — сестре советского партийного деятеля Е. А. Тарасова.

## Награды
Был также награждён двумя орденами Красного Знамени, орденами Отечественной войны 1-й степени, Красной Звезды и Славы 3-й степени, рядом медалей.

## Память
В честь Мочалова названа улица в Вязниках.